# Tobias Fohrler
Tobias Bernhard Fohrler (Troisdorf, 6 settembre 1997) è un hockeista su ghiaccio tedesco con cittadinanza svizzera.
Attualmente gioca nell'Ambrì-Piotta nella massima lega svizzera.

## Palmarès
- Coppa Spengler: 1

Ambrì-Piotta: 2022